# Bataille de Shar al-Shatt
Guerre italo-turque
La Bataille de Shar al-Shatt (Arabe : شارع الشط Shār' ash-Shaṭ ; Sciara Sciat en italien) ou bataille de Sciara-Sciat a eu lieu le 23 octobre 1911 dans le village de Shar al-Shatt, dans la banlieue de Tripoli, en Libye, entre les Italiens et les troupes des Turcs soutenues par des milliers de rebelles locaux au début de la Guerre italo-turque. 
L'affrontement, qui commence par une manœuvre de diversion le long du côté ouest de la ligne défensive italienne, culmine dans le secteur opposé, dans la zone de Shar al-Shatt, située à l'intérieur de l'oasis à l'est de Tripoli. Bien qu'encerclés, les Italiens parviennent à éviter la percée des lignes et à récupérer les positions perdues au début de la bataille, gardant fermement le contrôle de la ville. La bataille de Shar al-Shatt est l'affrontement qui a causé le plus grand nombre de pertes italiennes pendant la guerre de Libye.
Cinq cent trois officiers et hommes italiens ont été tués lors des combats et du massacre des soldats qui s'étaient rendus. L'incident est connu sous le nom de "Massacre des Italiens à Sciara Sciat".

## Les attaques de diversion
Le 23 octobre 1911, le capitaine Carlo Maria Piazza effectue ce qui est considéré comme le premier vol de combat, en effectuant une reconnaissance au sud-ouest de Tripoli, où il détecte une certaine activité dans le camp ennemi, mais le rapport qu'il fait n'est pas transmis au commandement, tandis qu'un second vol, effectué cette fois par le capitaine Riccardo Moizo, ne détecte rien d'intéressant. En fait, ils n'ont pas effectué une véritable reconnaissance aérienne mais se sont limités à des tests d'efficacité en vol des moteurs du même avion avec un simple survol de l'oasis près de Tripoli. Le même matin, les Ottomans, soutenus par des milices arabes, attaquent soudainement le périmètre de défense italien à Tripoli. À cette époque, le périmètre défensif de la ville (d'environ 13 km de long) était tenu par environ 8 500 hommes et trois batteries d'artillerie : le 6e régiment d'infanterie et le 40e régiment d'infanterie à l'ouest, les 82e et 84e régiments d'infanterie avec un front sud au centre et le 11e régiment de Bersaglieri à l'est. La première attaque engage la zone à l'ouest de Tripoli tenue par le 6e régiment d'infanterie, qui avec l'intervention du cuirassé Sicilia repousse facilement l'assaut. Une deuxième attaque ottomane frappe à nouveau les défenses occidentales de Tripoli tenues par le 82e régiment d'infanterie, qui est à nouveau facilement repoussé tandis que des tirs sporadiques de fusils sont signalés contre les fantassins italiens depuis l'oasis derrière eux . Des opérations de ratissage sont immédiatement organisées, entraînant des arrestations et des saisies d'armes.

## L'assaut sur l'oasis de Shar al-Shatt

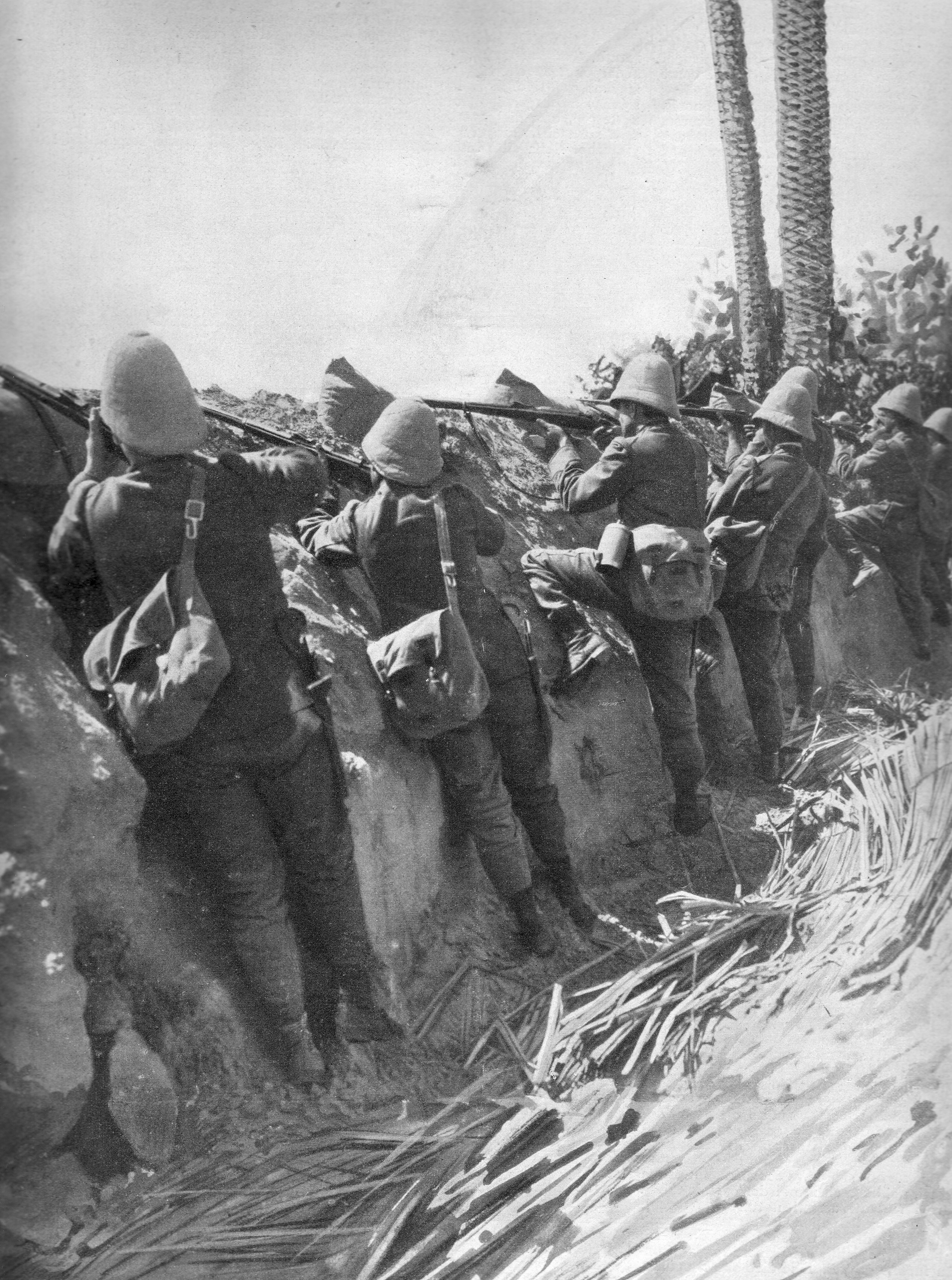
Infanterie italienne en ligne pendant la bataille de Shar al-Shatt

Les attaques menées par le colonel Nesciat contre les positions italiennes dans la matinée n'ont servi qu'à masquer l'attaque principale qui était dirigée contre les positions orientales moins garnies tenues par le 11e régiment de Bersaglieri commandé par le colonel (vcolonnello) Gustavo Fara et qui, en raison de la conformation de la zone, ne pouvaient être fortifiées de manière adéquate.

En fait, elles traversaient Menscia, un quartier densément peuplé de l'oasis de Tripoli, et ne pouvaient donc pas être soutenues par l'artillerie (en raison de l'absence de champ de tir) et n'avaient pas été préparées à la défense pour éviter d'endommager les biens des habitants. Le déploiement des bersaglieri a vu le XXXIIIe bataillon déployé sans réserve entre Fort Messri et Henni, le XXVIIe bataillon entre Henni et la mer avec une compagnie en réserve à Bu Sette, et le XVe bataillon en réserve à l'est de Henni.
L'attaque principale est dirigée contre les bersaglieri, frappant au petit matin la 7e compagnie du XXXIIIe bataillon, qui tient garnison au fort Messri, rapidement renforcée par la 9e compagnie, la 3e compagnie du XVe bataillon et des unités d'infanterie, parvenant à repousser les assaillants au prix de pertes élevées. A nouveau, la compagnie est attaquée par derrière par des civils qui tirent cachés dans l'oasis. La 8e compagnie, déployée à Henni, est également durement engagée, combattant jusqu'à la tombée de la nuit, renforcée par les 1re et 2e compagnie du XVe bataillon et la 6e compagnie du XXVIIe bataillon, qui s'étaient d'abord dirigées vers la mosquée de Bu Mescia le long de la route du cimetière de Rebab, puis vers Henni où la défense était dirigée par Gustavo Fara.
La situation la plus critique se produit dans le secteur du XXVIIe Bataillon, positionné autour de Shar al-Shatt avec la 4e compagnie à l'est de Henni flanquée sur sa gauche de la 5e compagnie, déployée jusqu'à la mer. Également frappé par de violentes attaques, le bataillon ne peut compter sur aucune réserve ni aucun renfort immédiat et se trouve bientôt en sérieuses difficultés, aggravées par le nombre croissant d'attaques dans ses propres rangs par la population locale. La 4e compagnie est contrainte de se replier vers le cimetière de Rebab, où elle se barricade pour se défendre jusqu'à la reddition. 

La 5e compagnie a d'abord réussi à tenir, mais vers 13 heures, elle a dû elle aussi se replier, d'abord à Amedia, puis à Tripoli même, constamment harcelée par les attaquants et sous le feu de la population locale qui tirait de toutes les maisons, subissant également de lourdes pertes. Les prisonniers des 4e et 5e compagnies, soit environ 290 bersaglieri, sont tous concentrés dans le cimetière de Rebab et y sont massacrés,.
La situation ne se stabilise que vers 17 heures, avec l'afflux d'un bataillon du 82e d'infanterie, et de deux bataillons de marins formés par les compagnies de débarquement du Sicilia, du Sardegna, du Re Umberto et du Carlo Alberto, appuyés par une batterie de débarquement de 75 mm déjà déployée à Bu Meliana. Shar al-Shatt n'a été réoccupé qu'au coucher du soleil par les fantassins du 82e régiment d'infanterie soutenus par les restes des 4e et 5e compagnies Bersaglieri (réduites à seulement 57 survivants encadrés dans deux pelotons), après un combat de maison à maison.

## Le massacre des bersaglieri et la répression

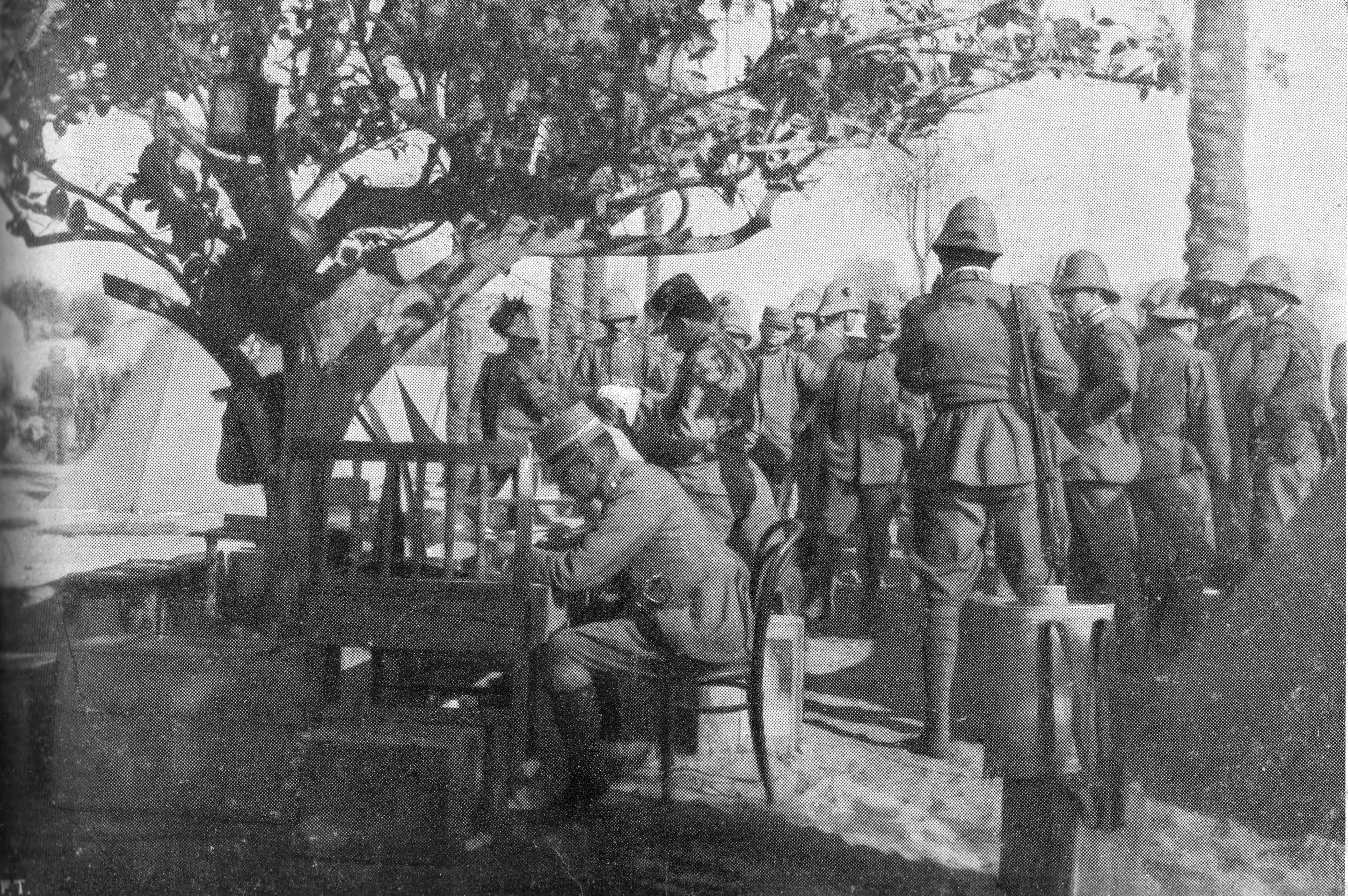
Le Colonel Gustavo Fara rapporte après la bataille de Shar al-Shatt

Lorsque les Italiens ont repris la zone du cimetière de Rebab, ils ont découvert que presque tous les prisonniers avaient été massacrés. Selon le rapport officiel italien, "beaucoup ont été aveuglés, décapités, crucifiés, éviscérés, brûlés vifs ou découpés en morceaux". Un récit similaire a été fourni par le journaliste italo-argentin Enzo D'Armesano, envoyé sur place pour le journal La Prensa de Buenos Aires.

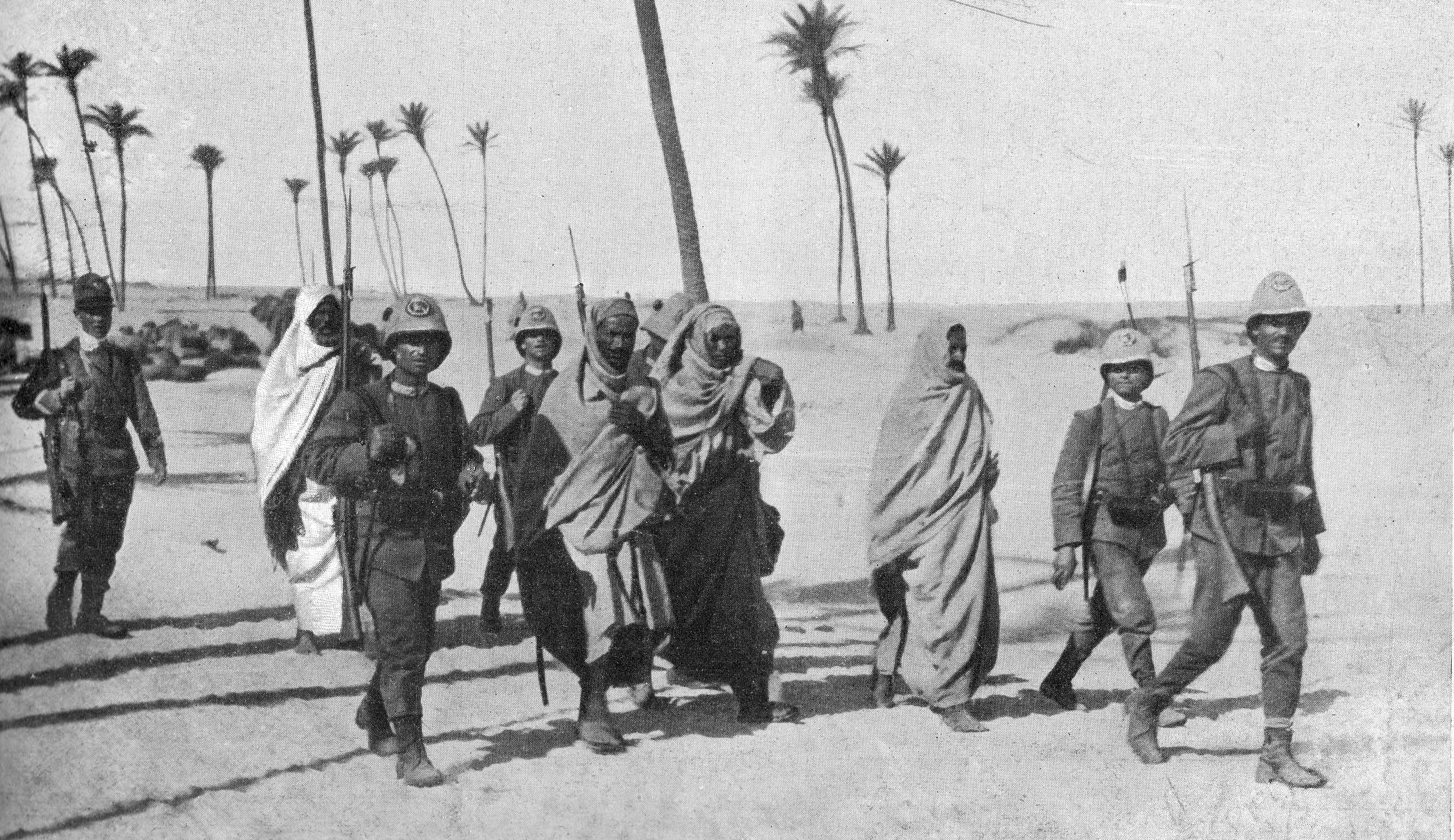
Arrestation d'espions arabes présumés

Le lendemain matin, des perquisitions ont commencé dans la zone de Shar al-Shatt, visant à saisir des armes et des munitions, effectuées par l'un des bataillons de marine. Ils ont ensuite vérifié chaque maison, puis passé au peigne fin toute l'oasis. Tous ceux qui ont été trouvés armés ont été immédiatement pris en charge et ceux qui étaient considérés comme des voyous ont été arrêtés et escortés à Tripoli. Au cours des trois jours suivants, une véritable chasse à l'Arabe a lieu, exacerbée également par la cruauté des Arabes eux-mêmes envers les blessés et les prisonniers tombés entre leurs mains,. Le Premier ministre Giovanni Giolitti se retrouve avec un grand nombre de prisonniers civils à gérer en territoire ennemi et propose quelques jours plus tard de les déporter vers les îles Tremiti en Italie. Sur la Tremiti, il y avait déjà un camp qui pouvait accueillir jusqu'à 400 prisonniers, mais finalement environ 1 300 sont arrivés, tandis que d'autres étaient destinés à d'autres endroits. Dans l'opinion publique italienne, la nouvelle de la bataille sanglante et le sort des bersaglieri massacrés à Shar al-Shatt ont renforcé l'idée que la répression contre les insurgés était permise en Libye. En revanche, la presse étrangère condamne la réaction italienne, la presse britannique étant particulièrement sévère, les journaux libéraux étant en première ligne tandis que les journaux conservateurs, tout en condamnant l'action italienne, gardent un ton plus modéré.
Il n'est pas possible de faire un décompte des victimes de la répression italienne car aucun chiffre n'a été établi à l'époque, les seuls chiffres certains concernent les pertes italiennes qui s'élèvent à 105 morts auxquelles il faut ajouter les 290 disparus qui ont été tués dans le cimetière de Rebab mais qui ont été retrouvés plus tard. 

La bataille du 23 octobre à Shar al-Shatt est pour les Italiens le fait d'armes le plus sanglant de toute la campagne, avec 378 morts (dont 8 officiers) et 125 blessés.

## La bataille de Henni

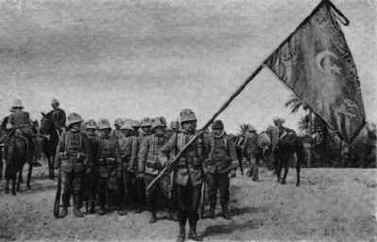
Des soldats du 84e régiment "Venezia" arborent le drapeau turc, capturé après la bataille.

Trois jours après la bataille de Shar al-Shatt, le 26 octobre, à 5 heures du matin, et avec toutes les forces disponibles, les Ottomans attaquent à nouveau Tripoli, engageant tout le secteur sud-est. Malgré des percées limitées à l'ouest, la ligne italienne parvient à tenir, principalement grâce à la couverture d'artillerie et aux contre-attaques des renforts venant de la ville (au cours de ces affrontements, entre autres, le médaillé d'or de la valeur militaire, le sous-lieutenant de vaisseau (Sottotenente di Vascello) Riccardo Grazioli Lante della Rovere, est mort). À 8 heures du matin, l'action turque était terminée et les forces d'attaque étaient en fuite. Une attaque simultanée sur le front est de la ligne de défense n'a pas eu de meilleur résultat.
Dans le courant du mois de novembre, sept bataillons d'infanterie, un alpini, un grenadier et une batterie de 75 mm sont transportés d'Italie, réunis dans la 3e division spéciale.(lieutenant général Felice De Chaurand). Le 26 novembre, le 11e Bersaglieri et le 93e Infanterie avec deux bataillons de grenadiers réoccupent totalement l'oasis et reprennent toutes les positions laissées entre le 27 et le 28 octobre, protégés sur le flanc gauche par les 23e et 52e Régiments d'infanterie contre d'éventuelles attaques venant d'Ain Zara.

## Conséquences
Le Premier ministre Giovanni Giolitti, après la bataille de Shar al-Shatt , pousse à mettre l'armée en mouvement à la recherche d'une victoire qui restaurerait le prestige italien en Europe. Cependant, le général Caneva était sceptique quant au succès de cette opération car il craignait le désert, auquel les troupes italiennes n'étaient pas habituées, et proposait à la place de lancer une propagande efficace qui séparerait les éléments arabes et turcs dans le camp adverse.
D'un point de vue militaire, la contre-offensive ottomane raccourcit le périmètre à l'est avec l'abandon de certaines positions (Fort Hamidiè, Henni et Fort Mesri),. Sur le plan politique, en revanche, elle marque la fin de l'illusion italienne de pouvoir collaborer avec les Arabes pour chasser les Turcs. Pendant ce temps, les Turcs engagent la garnison de Tripoli par des actions de guérilla, en utilisant des tireurs d'élite et en tirant des obus d'artillerie isolés avec des pièces qui sont déplacées immédiatement.
Plus tard, un autre corps d'armée a été amené en Libye et le nombre d'unités est passé à 103 000 hommes en moins de deux mois.

## Note
1. ↑  Bruce Vandervort p. 287.
2. ↑  Childs (1990), p. 86.
3. ↑  Gerwarth and Manela (2014), p. 37.
4. 1 2 3 4  Bruce Vandervort p. 288.
5. 1 2 3 4 5 6  Bruce Vandervort p. 289.
6. ↑  "Cronaca e storia del Corpo dei Bersaglieri", Daniele Piazza Editore, Torino 1986, pag.172
7. ↑  Soutenu par une batterie de débarquement de 75 mm de la Regia Marina
8. 1 2 3  "Cronaca e storia del Corpo dei Bersaglieri", Daniele Piazza Editore, Torino 1986, pag.173
9. ↑  Franco Bandini p. 219.
10. ↑  La 6e compagnie, réserve du XXVIIe bataillon, avait été détachée pour renforcer le XXXIIe bataillon, tout comme le XVe bataillon, réserve du régiment.
11. ↑  F. Gramellini, op. cit., p. 68
12. ↑  Bruce Vandervort et p. 290 Ils ont été crucifiés, empalés, écartelés, décapités, aveuglés, émasculés, et avec leurs membres tailladés, coupés, déchirés !.
13. 1 2  M. Gabriele, op. cit., p. 64
14. ↑  Bruce Vandervort p. 290.
15. ↑  F. Gramellini, op. cit., pp. 80-81 e 94-95
16. ↑  Bruce Vandervort pp. 291-292.
17. 1 2  Bruce Vandervort p. 292.
18. ↑  Bruce Vandervort p. 294:Dans un commentaire, The Nation écrit : "Une nation qui compte la Calabre et les Pouilles parmi ses provinces n'a pas besoin de partir à l'étranger pour une mission civilisatrice. L'Italie a l'Afrique chez elle"..
19. ↑  Bruce Vandervort pp. 293-294.
20. ↑  « Bruce Vandervort ».
21. ↑  Bien que cela ne soit pas explicitement indiqué, tant la dotation en personnel que la numérotation indiquent clairement que cette division a été mobilisée en plus du Corps d'armée spécial
22. 1 2  Bruce Vandervort p. 295.
23. ↑  M. Gabriele, op. cit., p. 66
24. ↑  Bruce Vandervort p. 296.

## Source
- (en) Cet article est partiellement ou en totalité issu de l’article de Wikipédia en anglais intitulé « Battaglia di Sciara-Sciat » (voir la liste des auteurs).